# زومراقة
بلدية زَوْمَرَّاقة أو ثوماراغا (بالإسبانية: Zumárraga) هي بلدية تقع في مقاطعة غيبوثكوا التابعة لمنطقة إقليم الباسك شمال إسبانيا.

## الديموغرافيا
بلغ عدد سكان بلدية زَوْمَرَّاقة 10.007 نسمة عام 2011 (وفقاً للمعهد الوطني للإحصاء الإسباني).
| 10.324 | 10.126 | 10.265 | 10.070 | 10.059 | 10.104 | 10.007 |

## أعلام
- سوزانا فريل
- إيناكي أوردانغاران
- أيتور غونثاليث
- دانييل غارسيا كارييو
- ميكيل بالنزياغا